# BKB T1–T3
|  | Dieser Artikel wurde aufgrund von akuten inhaltlichen oder formalen Mängeln auf der Qualitätssicherungsseite des Portals Bahn eingetragen. Bitte hilf mit, die Mängel dieses Artikels zu beseitigen, und beteilige dich bitte an der Diskussion. Artikel, die nicht signifikant verbessert werden, können gelöscht werden. |

Die BKB T1–T3 waren Triebwagen der Bydgoskie Koleje Powiatowe (der ehemaligen Bromberger Kreisbahn (BKB)), die 1932 und 1934 von Lilpop, Rau i Loewenstein in Warschau zur Rationalisierung des Personenverkehrs angeschafft wurden. T1 wurde als Zweirichtungsfahrzeug gebaut, T2 und T3 als Einrichtungsfahrzeuge. Nach dem Zweiten Weltkrieg wurden sie von den PKP übernommen und auf der Jarocińska Kolej Dojazdowa (Jarotschiner Kreisbahn) bis 1991 eingesetzt.
Der ehemalige T1 befindet sich heute fahrfähig bei der Parkeisenbahn Maltanka, der ehemalige T2 stand jahrelang im Eisenbahnmuseum Warschau und ist für das geplante Museum im Dampflokdepot Jarocin vorgesehen.

## Geschichte

### T1
Für ihr Schmalspurnetz mit einer Spurweite von 600 mm beschaffte die Bydgoskie Koleje Powiatowe 1932 von dem Hersteller Lilpop, Rau i Loewenstein in Warschau einen vierachsigen Triebwagen mit zwei Verbrennermotoren und zwei Führerständen. Die Maschinenanlage war in Fahrtrichtung vor dem Wagenkasten angebracht.
Der Triebwagen wurde nach dem Zweiten Weltkrieg von den PKP übernommen und bei der Jarocińska Kolej Dojazdowa mit der Bezeichnung MBxc1 41 eingesetzt. Im Depot Witaszyce wurde das Fahrzeug in einen Einrichtungswagen umgebaut, indem einer der Führerstände durch eine Toilette ersetzt wurde. Er war dort bis zur Gesamteinstellung des Betriebes im Jahr 1991 im Einsatz. 1994 wurde er von einem Modelleisenbahnclub in Poznań übernommen. Nach einer Renovierung wurde er bis 2002 regelmäßig auf der Parkeisenbahn Maltanka eingesetzt.
Nach langer Standzeit wurde der Wagen 2020 wieder aufgebaut und erhielt eine Lackierung ähnlich der bei seiner Inbetriebnahme. Im Juni 2021 wurde die Aufarbeitung abgeschlossen, seit Juli 2021 fährt der Wagen wieder auf der Parkeisenbahn. Er besitzt dort bei Eisenbahnfans den Beinamen Ryjek, auf Deutsch: Schnauze.

### Bromberger Kreisbahn T2 und T3
Die positiven Erfahrungen der Bromberger Kreisbahn mit dem T1 veranlassten die Gesellschaft, bei Lilpop, Rau i Loewenstein 1934 zwei weitere Triebwagen zu beschaffen. Anders als beim T1 wurde der Motor innerhalb des Triebwagens unter einer Haube platziert. Die Fahrzeuge wurden als T2 und T3 bezeichnet und auf der Strecke von Koronowo (Crone) nach Bydgoszcz (Bromberg) eingesetzt.
Sie wurden ebenfalls nach 1945 von den PKP übernommen und als MBxc1-42 und -43 auf derselben Strecke eingesetzt. Dort wurde der MBxc1-43 bei einem Zusammenstoß mit einem Lastkraftwagen an einem Bahnübergang so schwer beschädigt, dass er ausgemustert wurde.
Der Einsatz des MBxc1-42 ist in Witaszyce im Jahr 1978 und in Gizałki in den 1990er Jahren belegt. Die Hauptuntersuchungen beider Fahrzeuge wurden im Ausbesserungswerk Opole durchgeführt. Nach der Betriebseinstellung wurde der MBxc1-42 dem Eisenbahnmuseum Warschau übergeben. 2013 wurde das Fahrzeug für das geplante Museum in Jarocin bestimmt.

## Konstruktion
Da die Triebwagen nur einen Führerstand besitzen, müssen sie an den Endpunkten gedreht werden. Unterschiedlich sind die Wagenkästen, von denen der T1 einen Vorbau besitzt. Die T2–T3 besitzen eine geneigte Frontscheibe, während diese beim T1 senkrecht ist. Die Seitenpartien sind ebenfalls unterschiedlich. Der T1 besitzt beidseitig vorn und hinten je eine Schiebetür und dazwischen ein Abteil mit 10 Fenstern. Die neueren Wagen haben beidseitig vorn und in der Mitte eine Drehtür. Zwischen den Türen und dem hinteren Wagenende sind drei größere Fenster. Die Anzahl der Sitze ist in etwa gleich mit 32 bzw. 27.
Die Maschinenanlage wurde beim T1 mit zwei Motoren je 45 PS angegeben, bei den Triebwagen von 1934 wurde von einem Dieselmotor von 80 PS gesprochen. Der Motor, der in den 1950er Jahren jeweils ersetzt wurde, gab seine Kraft über eine Reibkupplung an ein mechanisches Getriebe mit vier Vorwärts- und einem Rückwärtsgang ab, die Antriebskonfiguration ermöglichte den Triebwagen, mit einem Packwagen und einem Personenwagen eine Geschwindigkeit von 30 km/h zu erreichen.